# Arabidopsis neglecta
Arabidopsis neglecta (Schult.) O'Kane & Al-Shehbaz è una piccola pianta angiosperma appartenente alla famiglia delle Brassicaceae.
È presente nei Carpazi (Polonia, Romania, Slovacchia, Ucraina e zone adiacenti).